# 查普曼奖章
查普曼奖章（英語：Chapman Medal）是由皇家天文学会颁发的年度奖项，它以英国天文学家西德尼·查普曼的名字命名，授予在日地物理学领域（其中包括 地磁场和高层大气物理学）做出杰出贡献的科学家。

## 获奖者
主要参考：
- 2018年 艾玛·邦斯[3]
- 2017年 默文·弗里曼[4]
- 2016年 菲利帕·布朗宁[5]
- 2015年 阿兰·胡德[6]
- 2014年 路易斯·哈拉[7]
- 2013年 斯蒂芬·米兰[8]
- 2012年 安德鲁·法扎克利
- 2010年 伯纳德·罗伯茨
- 2008年 安德烈·巴洛格
- 2006年 史蒂芬·J·施瓦茨
- 2004年 理查德·哈里森
- 2001年 杰里米·布洛克斯汉姆
- 1998年 迈克·洛克伍德
- 1994年 伊恩·阿克斯福德
- 1991年 斯坦·W·H·考利
- 1988年 D·伊恩·戈夫
- 1985年 彼得·戈德赖希
- 1982年 詹姆斯·W·邓基
- 1979年 尤金·帕克
- 1976年 赤祖父俊一
- 1973年 德拉蒙德·马修斯和弗雷德里克·瓦因